# Clathrina cribrata
Clathrina cribrata är en svampdjursart som beskrevs av Rapp, Klautau och Valentine 200. Clathrina cribrata ingår i släktet Clathrina och familjen Clathrinidae. Inga underarter finns listade i Catalogue of Life.